# 穆罕默德·巴基尔

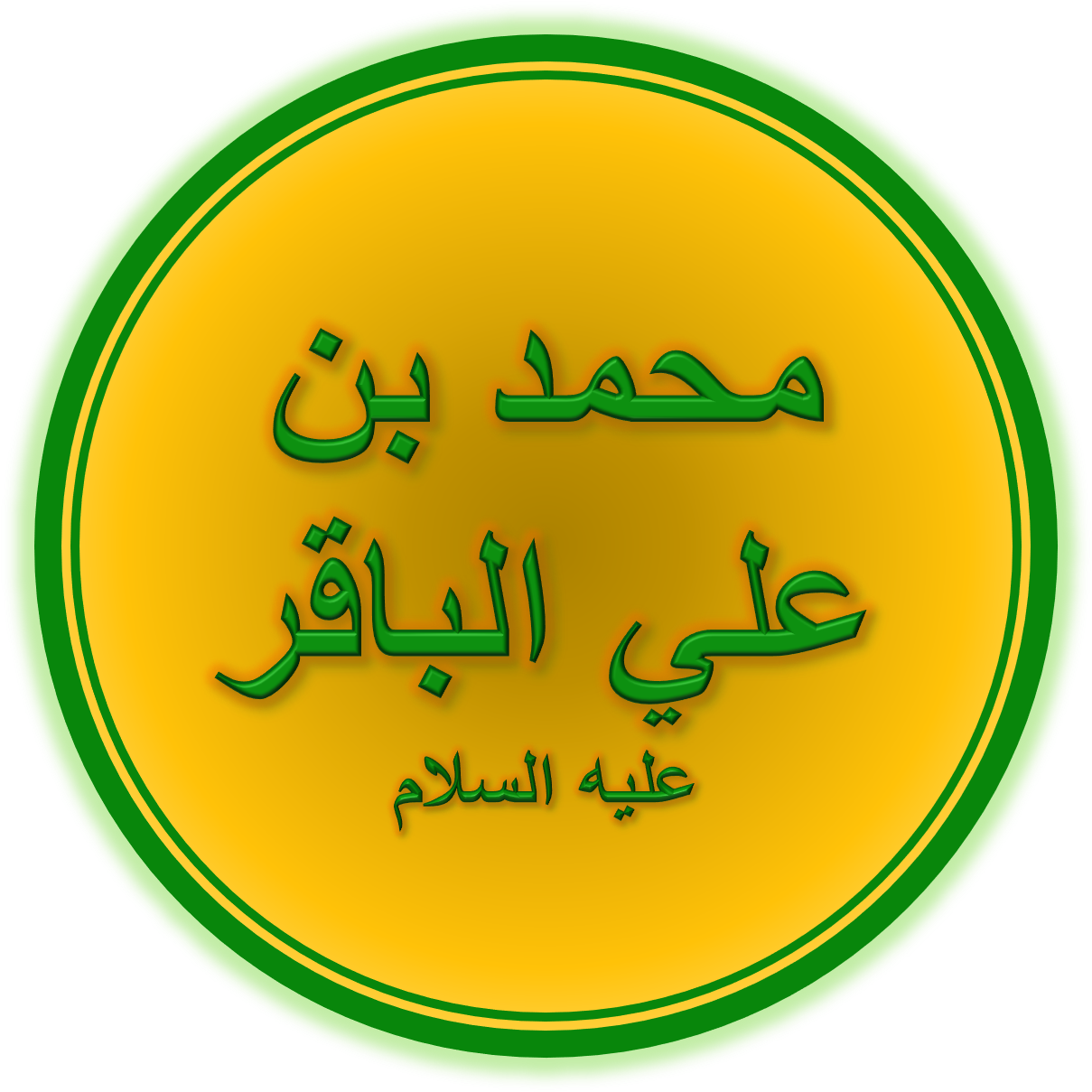
带有穆罕默德·伊本·阿里·巴基尔姓名和头衔的阿拉伯语文本

穆罕默德·伊本·阿里·巴基尔（阿拉伯语：محمد بن علي الباقر，罗马化：Muḥammad ibn ʿAlī al-Bāqir；约 676-733年）是伊斯兰教先知穆罕默德的后裔，也是十二位什叶派伊玛目中的第五位，继承了其父亲阿里·萨贾德的职位，由其儿子贾法尔·萨迪克继承。穆罕默德的尊称巴基尔是 baqir al-ilm 的缩写，意思是「打开知识的人」，指的是他作为宗教学者的名声。穆罕默德于公元676年左右出生于麦地那。公元680年，当他还是个孩子的时候，他目睹了卡尔巴拉之战，他的祖父侯赛因·伊本·阿里和他的大多数亲戚被伍麦叶王朝哈里发亚齐德·伊本·穆阿维叶（公元680-683年在位）的军队屠杀。在他父亲于公元712年左右去世后，穆罕默德被他父亲的大多数追随者认定为下一任伊玛目。和他的父亲一样，巴基尔在政治上保持沉默，但仍然受到伍麦叶王朝的骚扰，尤其是哈里发希沙姆（公元724-743年在位）。穆罕默德·巴基尔在麦地那过着虔诚而博学的生活，吸引了越来越多的追随者、学生和游客。在他担任伊玛目期间的约二十年里，他奠定了十二伊玛目派的教义和法律基础。他也可能被视为伊斯玛仪派和宰德派法学之父。最后，他对《古兰经》十二伊玛目派的释经学做出了重大贡献。巴基尔的大多数弟子都居住在库法（今伊拉克），其中许多人后来成为杰出的什叶派法学家和传统主义者。在逊尼派伊斯兰教中，巴基尔也被视为法律和先知传统的权威。根据大多数什叶派的报道，穆罕默德·巴基尔死于733年左右，被伍麦叶人毒死。他被埋葬在麦地那的巴基公墓。巴基尔的长子贾法尔·萨迪克继承了巴基尔的职位，他进一步发展了什叶派神学和法律。

## 出生和童年
大多数资料提到伊玛目巴基尔的出生年份是伊斯兰历57年,但也有一些资料如《遗嘱的证明》提到是56年或58年。关于他的出生日期也存在分歧；《什叶派的道路》认为是拉贾布月初一，而《揭开忧伤》则认为是萨法尔月初三。当巴基尔的祖父侯赛因·本·阿里和他的同伴在卡尔巴拉战役中遇害时,巴基尔只有三四岁。关于这一点,亚古比引用了他的话:"当我的祖父侯赛因殉道时,我四岁,我记得那天发生在我们身上的一切。

## 家族血统
穆罕默德·巴基尔是伊斯兰先知穆罕默德的后裔，通过父系和母系双重血脉相传。他的父亲是阿里·本·侯赛因（尊称为萨贾德），是什叶派的第四任伊玛目。巴基尔的母亲是法蒂玛·乌姆·阿卜杜拉，她是哈桑·穆杰塔巴（什叶派第二任伊玛目）的女儿。这使得穆罕默德·巴基尔成为第一位同时拥有哈桑和侯赛因血统的伊玛目。因此，巴基尔被称为「双重阿拉维」（阿里的后裔）和「双重法蒂米」（法蒂玛的后裔），体现了他独特的血统地位。

## 伊玛目职位
在阿里·萨贾德（Ali al-Sajjad）之后，他的大多数追随者接受了他的长子穆罕默德（Muhammad）的伊玛目职位。 这些人是伊玛目派（Imamites），他们是十二伊玛目派（Twelver Shi'ism）和伊斯玛仪派（Isma'ilism）什叶派的前身。  
十二伊玛目派和伊斯玛仪派的资料确实记载，萨贾德早先已指定巴基尔（al-Baqir）为他的继任者。  
然而，与竞争对手凯桑派（Kaysanites）相比，巴基尔的追随者处于少数。凯桑派是一个（现已灭绝的）什叶派团体，他们通过穆罕默德·本·哈乃菲耶（Muhammad ibn al-Hanafiyyah）追溯伊玛目职位，他是阿里·本·阿比·塔利布（Ali ibn Abi Talib）和来自巴努·哈尼法部落（Banu Hanifa）的女性哈乌拉·本·贾法尔（Khawla bint Ja'far）的儿子。  
尽管如此，巴基尔相对于这些非法蒂玛血统的声称者具有优势，因为他拥有来自阿里·本·阿比·塔利布和法蒂玛（Fatima，伊斯兰先知唯一幸存的女儿）的显赫血统。

### 扎伊德·本·阿里
另一位领导权的宣称者是扎伊德·本·阿里， 他是巴齐尔的同父异母弟弟，年纪要小得多。 然而，尚不确定扎伊德是否是巴齐尔的竞争对手。 尽管他们之间存在分歧， 但两兄弟之间的关系被描述为友好。 温和的巴齐尔甚至试图劝阻政治上活跃的扎伊德不要发动叛乱。 740年，巴齐尔去世后不久， 扎伊德举兵反抗倭马亚王朝，但被哈里发希沙姆击败并杀害。
扎伊德的激进主义最初为他赢得了比巴齐尔更多的追随者， 特别是因为他接受了一些多数派的观点。 例如，尽管扎伊德认为阿里·本·阿比·塔利布更适合继承伊斯兰先知的职位， 但他拒绝谴责前两位哈里发，即阿布·伯克尔和欧麦尔。 然而，这些观点使扎伊德失去了部分什叶派的支持， 他们中的大多数人谴责阿布·伯克尔和欧麦尔是篡夺阿里继承权的篡位者。 那些因此拒绝扎伊德的什叶派穆斯林加入了巴齐尔或他的儿子贾法尔。 扎伊德的叛乱标志着扎伊德运动的开始， 这一什叶派分支至今仍在也门存在。 
穆罕默德·巴齐尔还挑战了哈桑·本·哈桑和他的两个儿子，争夺先知的遗产控制权，并声称自己是马赫迪。

### 极端派（Ghulat）
巴齐尔的几则传统言论反对极端派（直译：「夸大者」）。 这些人通常将什叶派伊玛目神化，或持有其他极端信仰， 如拟人化和轮回转世。 例如，巴齐尔谴责了穆吉拉·本·赛义德·巴贾利，后者声称伊玛目是神。 穆吉拉还被指控伪造巴齐尔的传统言论。 同样，巴齐尔谴责了巴扬·本·萨曼，后者显然自称是先知。

### 政治
与他的父亲一样，巴齐尔在政治上保持沉默， 以至于一些人认为他并未宣称自己是伊玛目。 事实上，巴齐尔的伊玛目观念主要基于知识而非政治权力，尽管他也认为什叶派伊玛目有权获得后者。 巴齐尔将重点放在宗教教学上， 吸引了越来越多的访客、学生和追随者。 他通常被认为奠定了十二伊玛目派和伊斯玛仪派教义与法律的基础。 在巴齐尔时期，什叶派的核心教义如伊玛目制度、神圣联盟（walaya）与分离（bara'a），以及宗教掩饰（taqiyya）得到了最终形式。 在法律方面，巴齐尔通常被视为十二伊玛目派和伊斯玛仪派法学的奠基人。 特别是，巴齐尔的伊玛目标志着什叶派社区在法律和仪式事务上完全依赖自己的伊玛目的转变。 在宗教捐赠方面，巴齐尔接受礼物，但并未征收khums（直译：「五分之一」），这是另一种伊斯兰施舍，可能由后来的伊玛目强制执行。

### 继承
当巴齐尔去世时，他的大多数追随者接受了他的长子贾法尔的伊玛目地位， 贾法尔当时大约三十七岁。 贾法尔通常以尊称al-Sadiq（直译：「诚实的」）闻名。 在多个场合，巴齐尔似乎向他的追随者表达了对贾法尔的偏爱。
显然，一些人并不接受巴齐尔的去世，并等待他作为马赫迪的回归。 巴齐尔去世后，一些极端派人物声称从他那里继承了非凡的能力， 包括巴扬·本·萨曼和艾布·曼苏尔·伊杰利。

### 奇迹
什叶派的资料来源将一些奇迹归于巴基尔。据报道，他曾与动物交谈，使盲人重见光明，并预言了未来的事件，例如宰德在战斗中阵亡、倭马亚王朝的崩溃以及阿拔斯王朝哈里发曼苏尔（統治時期 754–775）的继位。

## 贡献
在巴基尔的一生中，他被视为先知传统的重要传述者。 作为什叶派伊玛目，巴基尔的言论和行为也被记录在什叶派资料中， 其中包括著名的《Man La Yahduruhu al-Faqih》中约15%的传统。 他的贡献之大，以至于什叶派传统中归功于巴基尔和他的继任者萨迪克的传述数量超过了所有其他什叶派伊玛目和先知的总和。
作为第一位从事系统教学的什叶派伊玛目， 巴基尔还被认为奠定了十二伊玛目派教义和法律的基础，这些基础由萨迪克进一步发展。 巴基尔对十二伊玛目派教义和法律的贡献被收录在六卷本的 Musnad al-Imam al-Baqir中，由A. al-Utaridi编纂。 巴基尔也可以被视为伊斯玛仪派和扎伊德派法学的奠基人。 最后，巴基尔对十二伊玛目派的《古兰经》注释做出了重要贡献，有两部注释被认为是他所著。

### 对神学的贡献

#### 伊玛目职位
巴基尔的伊玛目职位学说由他的继任者萨迪克进一步阐述，强调了伊玛目的必要特质，特别是他们的神圣任命、隐秘知识以及无谬性（Ismah），这些特质使伊玛目成为人类中最优秀的存在、地球上的真主代表以及灵性指导的唯一来源。 特别是，在穆罕默德之后，他们是《古兰经》的唯一权威解释者，而《古兰经》中崇高的部分实际上指的是他们和穆罕默德。 相比之下，作为宗教法律的执行者，伊玛目职位或哈里发职位在逊尼派伊斯兰教中本质上是一种政治职能，哈里发理想上是通过共识任命的， 尽管世袭哈里发是常态。
在巴基尔看来，伊玛目职位仅限于伊斯兰先知穆罕默德的后裔，即他的女儿法蒂玛与他的堂弟阿里·本·阿比·塔利布的婚姻所生的后代。根据神圣的命令，每位伊玛目都由其前任指定， 从阿里本人开始，他在盖迪尔·胡姆被先知指定为伊玛目。例如，巴基尔引用了《古兰经》2:124节，根据这节经文，真主指定亚伯拉罕为伊玛目，并将这一恩惠赐予他后代中不行恶的人。 至关重要的是，巴基尔学说中伊玛目职位的世袭性质排除了外部宣称者的可能性。 在什叶派资料中，伊玛目职位通常伴随着秘密宗教卷轴和先知武器的继承。 后者与以色列人的约柜相类似。
在巴基尔的学说中，伊玛目因其隐秘知识而与众不同， 这些知识是他们从阿里那里继承的。而阿里则从先知那里获得了这些知识，这引用了著名的先知传统：“我是知识的城市，阿里是它的门。” 特别是，伊玛目知道《古兰经》的真正解释，这引用了著名的圣训“两件珍宝”（Hadith of the thaqalayn），归功于先知。 因此，巴基尔的伊玛目职位学说主要基于知识而非政治权力，尽管他也认为伊玛目有权获得后者。 根据巴基尔的说法，伊玛目和先知的神圣知识相似，但伊玛目只能听到（而不能看到）大天使。
根据巴基尔的说法，伊玛目还继承了《古兰经》中提到的某些灵性和原始之光。 他们的神圣知识和灵性之光保护伊玛目免受罪恶的侵害，巴基尔引用了净化经文来支持这一点。 在巴基尔生前，他的一些追随者就已经认为他是无谬的。
由此，巴基尔的学说赋予伊玛目对穆斯林的绝对灵性权威，这一权威基于先知的绝对权威。他的学说还认为伊玛目是生活中的唯一灵性指导者，也是来世中代为求情的来源。 在巴基尔看来，伊玛目是真主的最高证明和引导者，没有他们，世界一刻也无法存在。 在巴基尔对服从经文的解释中，不仅服从伊玛目是义务， 而且在他的解释中，爱他们也是《古兰经》中“maeda”节所要求的。 因此，什叶派与他们的伊玛目形成了全面的灵性忠诚（walaya）纽带， 伊玛目既是灵性旅程中的主人，也是支持的朋友。 识别自己的伊玛目是每个穆斯林的宗教义务， 而那些在不知道自己的伊玛目的情况下去世的人，已经死于无知（Jahilliya）。 此外，故意反对伊玛目是严重的罪过，伊玛目的顽固敌人注定要下地狱。
为了支持他的理论，巴基尔依赖于他对各种《古兰经》经文和先知传统的解释。例如，巴基尔强调了他对“walaya”节经文的解释，根据这一解释，阿里被授予了穆斯林的监护权，与先知同等。根据巴基尔的说法，由于担心某些人的反对，先知一直不愿公开宣布阿里的监护权，直到他在盖迪尔·胡姆受到“tabligh”节经文的激励才这样做。巴基尔引用的先知传统包括盖迪尔·胡姆圣训和职位圣训。

#### 信仰（伊玛尼）
根据定义，穆民（mu'min，信徒）和穆斯林（Muslim）分别以信仰（iman）和伊斯兰（islam）这两个概念为特征。巴基尔引用《古兰经》49:14节经文，将穆斯林定义为那些作证（shahada）并外在实践伊斯兰仪式的人，例如礼拜和斋戒。然而，在他看来，伊玛尼比伊斯兰更为排他，即前者包含后者，但反之则不然。更具体地说，巴基尔认为穆民是具有内在信仰的穆斯林，这种信仰通过履行宗教义务来体现。这些义务中最重要的是对（什叶派）伊玛目的忠诚（walaya）。 事实上，有许多传统归功于巴基尔关于忠诚（walaya）的论述， 在他看来，忠诚的重要性在于，没有它，一个人的善行将不被接受。 然而，巴基尔也通过强调没有美德和虔诚就无法获得忠诚，限制了这种绝对主义的观点。
除了忠诚（walaya）之外，巴基尔还列出了穆民的其他义务，包括净化（tahara）、礼拜、斋戒、朝觐（Hajj）和吉哈德（jihad，为主道奋斗）。 他还将忍耐（sabr）、确信（yaqin）和吉哈德列为信仰（iman）的支柱。
因此，巴基尔确定了信仰（iman）与不信（kufr）之间的中间状态。 这种灰色地带由他的继任者萨迪克进一步阐述， 他认为，一个不对圣裔（Ahl al-Bayt）及其追随者怀有敌意的穆斯林既不是穆民（mu'min），也不是卡菲尔（kafir，不信者）。 也就是说，这些非什叶派穆斯林被视为穆斯林，享有相应的法律权利，但不是（真正的）信徒。

#### 神的本质
当时一个激烈争论的问题是，《古兰经》——被认为是神的言语——是被创造的还是永恒的。那些相信宿命论的人认为《古兰经》是永恒的，因为神一直知道《古兰经》中提到的事件。相反，那些主张自由意志的人则认为《古兰经》是在时间中被创造的。巴基尔认为，《古兰经》既不是被创造的，也不是永恒的。相反，它是造物主的言语。更广泛地说，巴基尔认为神的所有属性都是永恒的，但仅作为形容词。例如，“全知的”、“全听的”和“全见的”是神描述自己的方式。这些帮助信徒理解关于神的一些内容，但不能与神本身混淆。在巴基尔看来，神超越了人类的想象。因此，他建议他的追随者讨论神的创造，而不是他的本质。当被问及是否见过神时，巴基尔回答说，神不能被肉眼看见，但可以通过信仰的内在现实来领悟。 在另一个有争议的话题上，巴基尔认为神是一个“事物”，但这个事物与所有其他事物不可比拟，既不可认知也不可限定。

#### 宿命论
在倭马亚王朝统治下，宿命论——即相信神已经预先注定了一切——可能被推广以证明其统治的合法性并鼓励道德自满。相反，也有一些人相信自由意志。在后一组中，有些人认为所有善的事物都是由神创造的，而一切恶的事物都来自人类。巴基尔拒绝了这两种观点，认为在宿命论和自由意志之间存在第三种立场。他辩称，神太仁慈了，不会强迫他的造物犯罪然后惩罚他们，而且他太强大了，不会意愿一件不会发生的事情。 用他的继任者萨迪克的话来说，神预先注定了一些事情，但将其他事情留给了人类。
与此密切相关的是早期的“bada”教义，即根据情况提前或推迟创造行为，而不改变神的总体设计和意图。因此，“bada”教义描述了宿命论和自由意志之间的中间立场：根据巴基尔的说法，神对某些事情的决定仍然悬而未决，可能会提前或推迟，直到他的造物自主选择发生。只有在那时，神的最终决定才会做出。 反过来，“bada”与《古兰经》某些经文的废除（Tafsir）概念密切相关。

#### 宗教掩饰（taqiyya）
穆罕默德·巴基尔通常被认为是什叶派taqiyya教义的制定者，即为了避免迫害而采取的预防性掩饰。 Taqiyya的目的是为了什叶派伊玛目及其追随者的生存， 因为在巴基尔的时代，什叶派受到骚扰，以至于他认为做一个非信徒（zindiq）反而更容易。 因此，归功于巴基尔的传统鼓励他的追随者为了安全而隐藏他们的信仰，有些人甚至将taqiyya描述为信仰的支柱。  例如，巴基尔并未公开谴责阿布·伯克尔和欧麦尔， 很可能是因为他实行了taqiyya。 事实上，巴基尔坚信伊斯兰先知明确指定阿里·本·阿比·塔利布为他的继任者，这意味着阿布·伯克尔和欧麦尔缺乏合法性。 巴基尔的沉默观点与穆尔太齐赖派（Mu'tazilites）截然不同，后者认为必要时应以武力强制执行劝善戒恶。
taqiyya的概念对早期穆斯林来说并不陌生。当阿马尔（Ammar）——伊斯兰先知的一位早期同伴——在酷刑下放弃信仰时，据说穆罕默德认可了他的行为。《古兰经》16:106节经文通常与这一事件相关联。 其他《古兰经》经文表明，亚伯拉罕和约瑟夫都曾实行掩饰，前者在他称自己生病时，后者在他的兄弟被指控偷窃时。

### 对法学的贡献
巴基尔创立了后来发展为十二伊玛目派法学派的学派，并巩固了什叶派的一些独特实践。例如，在每日礼拜的召唤中，巴基尔添加了（来行最好的善功）这一表达， 根据什叶派和一些早期逊尼派资料，这一表达曾被欧麦尔删除。 巴基尔还为临时婚姻（muta）辩护，称这是伊斯兰先知认可的做法， 但后来被欧麦尔废除。 在这些裁决中，巴基尔站在了阿里·本·阿比·塔利布和伊本·阿巴斯这两位早期伊斯兰教中有影响力的人物一边。 巴基尔的另一个独特裁决是，尽管当时普遍接受在礼拜前擦拭鞋子，但他认为这不能代替洗脚。  
巴基尔还禁止所有致醉物，而当时的库法法学家则允许发酵饮料（nabidth）。 他还坚持认为，在死亡或伤害的威胁下，通过掩饰（taqiya）进行自我保护是义务。 最后，al-Manasik 是一部关于朝觐仪式的现存论著，归功于巴基尔并由他的弟子阿布·朱拉德·齐亚德·本·蒙齐尔传述。
什叶派伊玛目期望他们的弟子寻求（并遵循）他们对新法律问题的建议， 或者通过应用有限的推理在伊玛目提供的总体框架内回答这些问题。 巴基尔确实曾谴责那些超越这一框架的人，包括穆罕默德·本·哈基姆和穆罕默德·泰亚尔。 特别是，巴基尔不鼓励他的追随者进行独立推理（ijtihad）或应用个人意见（ra'y）和类比（qiyas）。 他认为这些方法是推测性的，缺乏宗教权威， 在他看来，宗教权威仅限于什叶派伊玛目，作为《古兰经》和先知传统（transl|ar|sunna）的唯一权威解释者。

### 对《古兰经》注释的贡献
穆罕默德·巴基尔被认为是《古兰经》注释《Kitab al-Baqir》的作者，这部作品由他的弟子伊本·蒙齐尔传述。该作品的部分内容保存在十二伊玛目派学者库米（卒于919年）所著的《Tafsir Qomi》中。这部注释在十二伊玛目派书目学家艾哈迈德·本·阿里·纳贾什（约卒于1058年）的早期《古兰经》注释中排名第一。 同样，《Jabir al-Ju'fi》是一部注释传统的合集，归功于巴基尔并由他的弟子贾比尔·本·亚齐德·朱菲传述。在《Tafsir Nur al-Thaqalayn》一部广泛的十二伊玛目派《古兰经》注释中，巴基尔是其13%传统的权威来源，仅次于先知和萨迪克。

## 著名弟子
穆罕默德·巴基尔可能是第一位系统教授什叶派信仰的什叶派伊玛目。 尽管他居住在麦地那，巴基尔的主要追随者集中在库法，他在那里吸引了许多杰出的神学家。 巴士拉、麦加和叙利亚也是巴基尔弟子的主要活动地。 在《al-Rijal》——一部由穆罕默德·本·欧马尔·卡沙伊（约卒于941年）撰写的十二伊玛目派传记评价著作中，列出了超过四百六十名巴基尔的学生。

### 库法
巴基尔在库法有几位杰出的弟子，其中贾比尔·朱菲是他的主要代表。贾比尔是《Umm al-kitab》中一些传统的权威来源， 这部作品在诺斯替基督论中与《多马福音》相似。 在其“贾比尔的启示录”中，巴基尔向贾比尔透露了宇宙是如何创造的，人类如何降临到这个世界，以及他们如何从中获得救赎。 一些人指责贾比尔极端主义（Ghulat），他的可靠性在什叶派圈子中存在争议。 据说《Umm al-kitab》包含了贾比尔关于伊斯玛仪派的观点。
祖拉拉·本·阿扬在加入巴基尔的圈子之前已经是一位著名的传统学家和神学家。 祖拉拉显然在一些神学问题上与巴基尔存在分歧。 例如，与巴基尔不同，祖拉拉认为信徒和非信徒之间没有中间状态。 根据一些记载，祖拉拉后来与萨迪克关系破裂， 但或许伊玛目只是在公开场合与祖拉拉保持距离，以保护后者免受迫害。
阿班·本·塔格利布是巴基尔和后来的萨迪克的另一位同伴。作为一位杰出的法学家，阿班被巴基尔授权为公众发布法律裁决。 尽管他有什叶派倾向，阿班的传统在逊尼派资料中也被引用。  
阿布·巴希尔是巴基尔和萨迪克的共识同伴之一，即那些传统在什叶派圈子中被普遍接受的人。 穆罕默德·本·穆斯林是巴基尔和萨迪克的另一位亲密同伴，他是一位著名的法学家和传统学家，据说他从巴基尔那里传述了大约三万条传统。 福代勒·本·亚萨尔是巴基尔和萨迪克的另一位宠儿，后者将他比作伊斯兰先知的著名同伴萨勒曼·法尔西。 阿布·卡西姆·伊杰利和阿布·巴希尔·穆拉迪都是著名的法学家和传统学家，他们是巴基尔和萨迪克的同伴。 阿布·哈姆扎·苏马利和阿布·哈利德·卡布里是巴基尔和早期萨贾德的两位追随者。 特别是，阿布·哈姆扎传述的一些传统具有奇迹性质。
库迈特·本·扎伊德·阿萨迪是巴基尔的一位诗人支持者，巴基尔赞扬了他赞美圣裔（Ahl al-Bayt）的诗歌。 库迈特的《Hashimiyyat》赞美了圣裔，确实被认为是伊玛目职位教义的最早证据之一， 并且可能是盖迪尔·胡姆的最早可追溯的参考。 为了避免迫害，库迈特偶尔也写诗赞美倭马亚王朝。  
穆民·塔克是巴基尔的另一位追随者，他撰写并辩论关于伊玛目职位的文章。 伊本·蒙齐尔是巴基尔的亲密弟子，也是《Tafsir al-Baqir》的主要传述者。他后来支持扎伊德的起义，并创立了贾鲁迪派，这是教义上最接近十二伊玛目派的扎伊德派分支。

### 其他地区
巴士拉并不是什叶派的中心，但巴基尔在那里也有一些著名的弟子，包括穆罕默德·本·马尔万·巴士里、伊斯梅尔·本·法德尔·哈希米和马利克·本·阿扬·朱哈尼。 在麦加，巴基尔的圈子包括马鲁夫·本·哈尔布兹·麦基和迈蒙·本·阿斯瓦德·卡达赫。后者可能是一位商人，并负责巴基尔在麦加的财产。迈蒙的一个儿子阿卜杜拉据说是伊斯玛仪派教义中伊玛目的祖先。 在其他地方，巴基尔的著名追随者包括穆罕默德·本·伊斯梅尔·巴齐及其家族成员、阿布·哈伦及其同名者阿布·哈伦·马克夫夫，以及乌格巴·本·巴希尔·阿萨迪、阿斯兰·麦基和纳吉·本·阿比·穆阿兹·本·穆斯林。

## 观点

### 逊尼派观点
穆罕默德·巴基尔在逊尼派伊斯兰教中被视为可靠的（thiqa）传统学家， 他的独特之处在于他只接受由他的前辈传述的先知传统。 那些从巴基尔传统中汲取灵感的学者包括沙斐仪（卒于820年）和艾哈迈德·伊本·罕百里（卒于855年），他们分别是罕百里学派和沙斐仪学派的创始人， 以及著名的逊尼派历史学家塔巴里（卒于923年）。 特别是，巴基尔是逊尼派六大圣训集中一百多条传统的权威来源。 然而，一些人批评巴基尔直接引用早于他去世的人物的言论。
尽管巴基尔作为可靠的传统学家享有声誉，但与什叶派相比，他在逊尼派圣训集中的引用较少。 这可能是因为逊尼派传统学家从巴基尔的传统中挑选和选择了部分内容， 或者可能是因为他们有意丢弃了许多带有什叶派色彩的传统。 那些出现在逊尼派圣训集中的巴基尔传统，其传述链与什叶派的版本不同。 这些逊尼派传统将巴基尔描绘成一位谴责什叶派及其信仰的早期逊尼派学者。 例如，与什叶派资料不同，后来的逊尼派作者坚持认为巴基尔支持阿布·伯克尔和欧麦尔，称他们为伊玛目，并表示人们应该在倭马亚派后面礼拜。
在逊尼派伊斯兰教中，巴基尔也被视为法学权威。 例如，哈乃斐学派的创始人阿布·哈尼法（卒于767年）、伊本·朱赖吉（卒于767年）和奥扎伊（卒于774年）在法律事务上都尊重巴基尔的意见。
逊尼派对巴基尔的态度反映在以下报告中。归功于巴基尔的注释在逊尼派书目学家伊本·纳迪姆（约卒于995年）编纂的《古兰经》著作中名列前茅。 阿卜杜拉·本·阿塔·麦基认为，其他学者在巴基尔面前感到谦卑。 根据逊尼派传统学家穆罕默德·本·蒙基迪尔（卒于747年）的说法，巴基尔是唯一一位超越其父亲萨贾德的学者。 逊尼派资料还将阿布·哈尼法描述为巴基尔的著名弟子，甚至说后者预言前者将复兴逊奈（sunna）。

### 十二伊玛目派和伊斯玛仪派观点
穆罕默德·巴基尔是十二伊玛目派和伊斯玛仪派的伊玛目， 他们构成了什叶派穆斯林的绝大多数。 对他们来说，先知之后，什叶派伊玛目被视为宗教指导的唯一来源，与他们的什叶派信徒建立了全面的忠诚（walaya）纽带。 巴基尔也被视为什叶派法学的奠基人， 并对什叶派神学做出了重要贡献。 在十二伊玛目派和伊斯玛仪派中，巴基尔被视为他那个时代最重要的宗教权威，这与逊尼派不同。 他的地位如此之高，以至于即使传述链中断或不完整，只要由他传述，传统仍被视为可靠。

### 扎伊德派观点
穆罕默德·巴基尔在扎伊德派中是一位重要人物。 他的传统出现在一些扎伊德派著作中， 并对扎伊德派法学产生了深远影响。 然而，沉默的巴基尔在扎伊德派中通常不被承认为伊玛目， 因为扎伊德派的伊玛目需要积极参与政治。  
在扎伊德派著作中，巴基尔承认扎伊德的卓越知识，并隐含地支持扎伊德对伊玛目职位的主张。

### 苏菲派观点
穆罕默德·巴基尔被视为苏菲主义的奠基人之一， 他以苦行和虔诚著称。 在苏菲主义中，巴基尔被描绘成隐秘科学和《古兰经》隐藏维度的权威，以及一位行奇迹（karamat）的灵知者。 据说巴基尔将苏菲主义定义为良好的品性：品性越好，苏菲越好。

## 脚注
1. 1 2 3 4  Shaykh al-Mufid. .   [2009-05-19]. （原始内容存档于2009-08-20）.
2. 1 2 3 4 5 6 7  . Qum: Ansariyan Publications. 2004: 117.
3. 1 2 3 4 5 6  al-Qarashi, Baqir Shareef. . . Qum: Ansariyan Publications.
4. ↑  Kohlberg, E. (2012a). "Muḥammad b. 'Alī Zayn al-'Ābidīn". In Bearman, P.; Bianquis, Th.; Bosworth, C.E.; van Donzel, E.; Heinrichs, W.P. (eds.). Encyclopaedia of Islam (Second ed.). doi:10.1163/1573-3912_islam_SIM_5346. ISBN 9789004161214.
5. ↑  Kohlberg, E. (2012a). "Muḥammad b. 'Alī Zayn al-'Ābidīn". In Bearman, P.; Bianquis, Th.; Bosworth, C.E.; van Donzel, E.; Heinrichs, W.P. (eds.). Encyclopaedia of Islam (Second ed.). doi:10.1163/1573-3912_islam_SIM_5346. ISBN 9789004161214.
6. ↑  Kohlberg, E. (2012a). "Muḥammad b. 'Alī Zayn al-'Ābidīn". In Bearman, P.; Bianquis, Th.; Bosworth, C.E.; van Donzel, E.; Heinrichs, W.P. (eds.). Encyclopaedia of Islam (Second ed.). doi:10.1163/1573-3912_islam_SIM_5346. ISBN 9789004161214.
7. ↑   Ya'farian, Rasul (2008). La vida intelectual y política de los imames chiitas, la paz sea con ellos. Qom: Ansarian. p. 285.
8. ↑   Ya'farian, Rasul (2008). La vida intelectual y política de los imames chiitas, la paz sea con ellos. Qom: Ansarian. p. 285.
9. ↑   Ya'farian, Rasul (2008). La vida intelectual y política de los imames chiitas, la paz sea con ellos. Qom: Ansarian. p. 285.
10. ↑  Kohlberg, E. (2012a). "Muḥammad b. 'Alī Zayn al-'Ābidīn". In Bearman, P.; Bianquis, Th.; Bosworth, C.E.; van Donzel, E.; Heinrichs, W.P. (eds.). Encyclopaedia of Islam (Second ed.). doi:10.1163/1573-3912_islam_SIM_5346. ISBN 9789004161214.
11. ↑  Kohlberg, E. (2012a). "Muḥammad b. 'Alī Zayn al-'Ābidīn". In Bearman, P.; Bianquis, Th.; Bosworth, C.E.; van Donzel, E.; Heinrichs, W.P. (eds.). Encyclopaedia of Islam (Second ed.). doi:10.1163/1573-3912_islam_SIM_5346. ISBN 9789004161214.
12. 1 2  Daftary 2013，第146頁.
13. ↑  Momen 1985，第36–37頁.
14. ↑  Haider 2014，第86頁.
15. ↑  Jafri 1979，第171頁.
16. ↑  Lalani 2000，第41頁.
17. ↑  Lalani 2000，第34, 43頁.
18. ↑  Momen 1985，第37, 64頁.
19. ↑  Lalani 2000，第43–44頁.
20. 1 2 3  Momen 1985，第49–50頁.
21. ↑  Daftary 2013，第145頁.
22. ↑  Lalani 2000，第46–47頁.
23. ↑  Momen 1985，第49頁.
24. 1 2 3 4 5 6 7 8 9 10 11 12 13 14 15 16 17 18 19 20 21 22 23 24 25 26 27 28  Kohlberg 2012a.
25. 1 2  Momen 1985，第37頁.
26. ↑  Lalani 2000，第55頁.
27. ↑  Madelung 2012.
28. ↑  Momen 1985，第37, 49, 64頁.
29. 1 2 3  Jafri 1977，第249頁.
30. ↑  Momen 1985，第37, 49頁.
31. ↑  Jafri 1977，第252頁.
32. ↑  Lalani 2000，第47頁.
33. 1 2  Haider 2014，第89頁.
34. ↑  Jafri 1979，第173頁.
35. ↑  Kohlberg 2012c.
36. 1 2  Haider 2014，第87頁.
37. ↑  Momen 1985，第50頁.
38. ↑  Lalani 2000，第45–46頁.
39. 1 2  Buckley 2022.
40. ↑  Haider 2014，第15頁.
41. 1 2  Lalani 2000，第53頁.
42. ↑  Lalani 2000，第54頁.
43. ↑  Momen 1985，第49, 52頁.
44. ↑  Momen 1985，第52頁.
45. ↑  Takim 2007，第117頁.
46. 1 2 3 4 5 6 7 8 9 10 11 12 13 14 15 16 17 18 19 20 21 22 23  Buckley 2020.
47. ↑  Lalani 2000，第53–54頁.
48. 1 2  Mavani 2013，第120頁.
49. ↑  Momen 1985，第64頁.
50. 1 2 3 4  Momen 1985，第147頁.
51. 1 2  Lalani 2000，第52頁.
52. ↑  Mavani 2013，第121頁.
53. 1 2  Daftary 2013，第43頁.
54. ↑  Lalani 2000，第44頁.
55. ↑  Dakake 2007，第72頁.
56. ↑  Crow 2015，第58–59頁.
57. ↑  Momen 1985，第39頁.
58. 1 2 3 4  Amir-Moezzi & Jambet 2018，第30頁.
59. ↑  Lalani 2000，第119頁.
60. ↑  Momen 1985，第37, 70頁.
61. ↑  Lalani 2000，第115頁.
62. ↑  Takim 2008，第140頁.
63. ↑  Jafri 1979，第178–179頁.
64. 1 2 3  Daftary 2015，第176頁.
65. ↑  Jafri 1977，第260頁.
66. ↑  Momen 1985，第38頁.
67. ↑  Lalani 2000，第77頁.
68. 1 2  Jafri 1979，第293頁.
69. ↑  Momen 1985，第53–54頁.
70. 1 2  Takim 2006，第93頁.
71. ↑  Jafri 1977，第291頁.
72. ↑  Daftary 2013，第44頁.
73. 1 2 3  Lalani 2000，第8頁.
74. ↑  Takim 2006，第115頁.
75. 1 2  Amir-Moezzi & Jambet 2018，第29頁.
76. ↑  Lalani 2000，第126頁.
77. ↑  Lalani 2000，第8–9頁.
78. 1 2 3 4  Lalani 2000，第58–83頁.
79. ↑  Bar-Asher 2014，第84頁.
80. 1 2  Lalani 2000，第75頁.
81. 1 2  Lalani 2000，第76頁.
82. 1 2  Lalani 2000，第78頁.
83. ↑  Takim 2006，第28頁.
84. ↑  Takim 2006，第29頁.
85. ↑  Lalani 2000，第79頁.
86. ↑  Momen 1985，第149–150頁.
87. ↑  Lalani 2000，第79–82頁.
88. ↑  Momen 1985，第148–149頁.
89. ↑  Mavani 2013，第48頁.
90. ↑  Mavani 2013，第128頁.
91. ↑  Lalani 2000，第12, 70, 83頁.
92. ↑  Lalani 2000，第83頁.
93. ↑  Momen 1985，第147–148頁.
94. ↑  Madelung 2014a，第459頁.
95. ↑  Lalani 2000，第63–64頁.
96. ↑  Lalani 2000，第66–67頁.
97. ↑  Haider 2014，第34頁.
98. ↑  Momen 1985，第157頁.
99. ↑  Momen 1985，第157–158頁.
100. ↑  Dakake 2007，第196頁.
101. ↑  Jafri 1979，第294頁.
102. ↑  Momen 1985，第158–159頁.
103. ↑  Dakake 2007，第180頁.
104. ↑  Lalani 2000，第85–88頁.
105. 1 2  Dakake 2007，第184頁.
106. 1 2  Mavani 2013，第24–25頁.
107. ↑  Dakake 2007，第137頁.
108. ↑  Melchert 2014，第274頁.
109. ↑  Lalani 2000，第87頁.
110. ↑  Dakake 2007，第182頁.
111. ↑  Dakake 2007，第180, 182–183頁.
112. ↑  Dakake 2007，第181頁.
113. ↑  Lalani 2000，第92–95頁.
114. ↑  Madelung 2014b，第468頁.
115. ↑  Amir-Moezzi 1994，第44頁.
116. ↑  Lalani 2000，第91–92頁.
117. ↑  Haywood 2024.
118. ↑  Madelung 2014b，第472–474頁.
119. ↑  Momen 1985，第77頁.
120. 1 2  Lalani 2000，第88–91頁.
121. ↑  Jafri 1979，第252頁.
122. 1 2  Lalani 2000，第90頁.
123. ↑  Lalani 2000，第89–90頁.
124. ↑  Lalani 2000，第90–91頁.
125. ↑  Jafri 1979，第299頁.
126. ↑  Lalani 2000，第123–124頁.
127. ↑  Momen 1985，第178頁.
128. ↑  Lalani 2005.
129. 1 2 3  Daftary 2013，第45頁.
130. ↑  Jafri 1979，第176頁.
131. ↑  Haider 2011，第47–48頁.
132. ↑  Kohlberg 2022.
133. ↑  Modarressi 2003，第38頁.
134. ↑  Takim 2006，第103, 167頁.
135. ↑  Takim 2006，第98, 103, 167頁.
136. ↑  Lalani 2000，第13, 52, 119頁.
137. ↑  Takim 2006，第103頁.
138. ↑  Lalani 2000，第116頁.
139. ↑  Lalani 2000，第53, 120頁.
140. ↑  Modarressi 2003，第37–38頁.
141. ↑  Crow 2015，第59頁.
142. ↑  Lalani 2000，第107頁.
143. ↑  Jafri 1979，第251頁.
144. ↑  Taremi 2014.
145. 1 2 3  Lalani 2000，第107–108頁.
146. ↑  Corbin 2001，第75–76頁.
147. ↑  Takim 2006，第174–179頁.
148. 1 2  Lalani 2000，第109頁.
149. ↑  Takim 2006，第95頁.
150. ↑  Takim 2006，第98頁.
151. ↑  Lalani 2000，第108–109頁.
152. ↑  Takim 2006，第167頁.
153. ↑  Takim 2006，第164頁.
154. ↑  Pakatchi 2020.
155. ↑  Lalani 2000，第109–110頁.
156. ↑  Takim 2006，第83–84頁.
157. 1 2 3 4  Lalani 2000，第110頁.
158. ↑  Jafri 1979，第250頁.
159. 1 2  Dakake 2007，第105頁.
160. 1 2  Jafri 1979，第250–251頁.
161. ↑  Lalani 2000，第110–111頁.
162. 1 2  Lalani 2000，第111頁.
163. ↑  Dakake 2007，第111頁.
164. ↑  Madelung 1983.
165. ↑  Lalani 2000，第112–113頁.
166. ↑  Lalani 2000，第113頁.
167. 1 2  Lalani 2000，第96頁.
168. ↑  Takim 2006，第114頁.
169. ↑  Pierce 2016，第157頁.
170. ↑  Lalani 2000，第12頁.
171. 1 2  Crow 2015，第64頁.
172. 1 2  Lalani 2000，第97頁.
173. ↑  Haider 2011，第126頁.
174. ↑  Lalani 2000，第98頁.
175. ↑  Haider 2011，第45頁.
176. ↑  Takim 2006，第116頁.
177. ↑  Takim 2006，第58頁.
178. ↑  Rippin 2014，第101頁.
179. ↑  Haider 2014，第4頁.
180. ↑  Haider 2014，第38頁.
181. ↑  Lalani 2000，第106頁.
182. ↑  Lalani 2000，第104頁.
183. ↑  Lalani 2000，第105頁.
184. ↑  Kohlberg 2014，第177頁.
185. ↑  Lalani 2000，第46–53, 119頁.
186. ↑  Haider 2011，第245頁.
187. ↑  Daftary 2013，第150頁.
188. ↑  Haider 2014，第39頁.